# Colegio de Arquitectos de Venezuela
Colegio de Arquitectos de Venezuela es una organización gremial, con estatus de persona jurídica, que agrupa a los profesionales venezolanos de la arquitectura. Establecida el 15 de abril de 1946 bajo la denominación de Sociedad Venezolana de Arquitectos, siendo Carlos Raúl Villanueva uno de los principales protagonistas en el proceso de fundación de dicha entidad. Tiene como función aglutinar, registrar y acreditar a los Arquitectos del país. Tiene su sede principal en la ciudad de Caracas y otras sedes regionales en toda la nación.

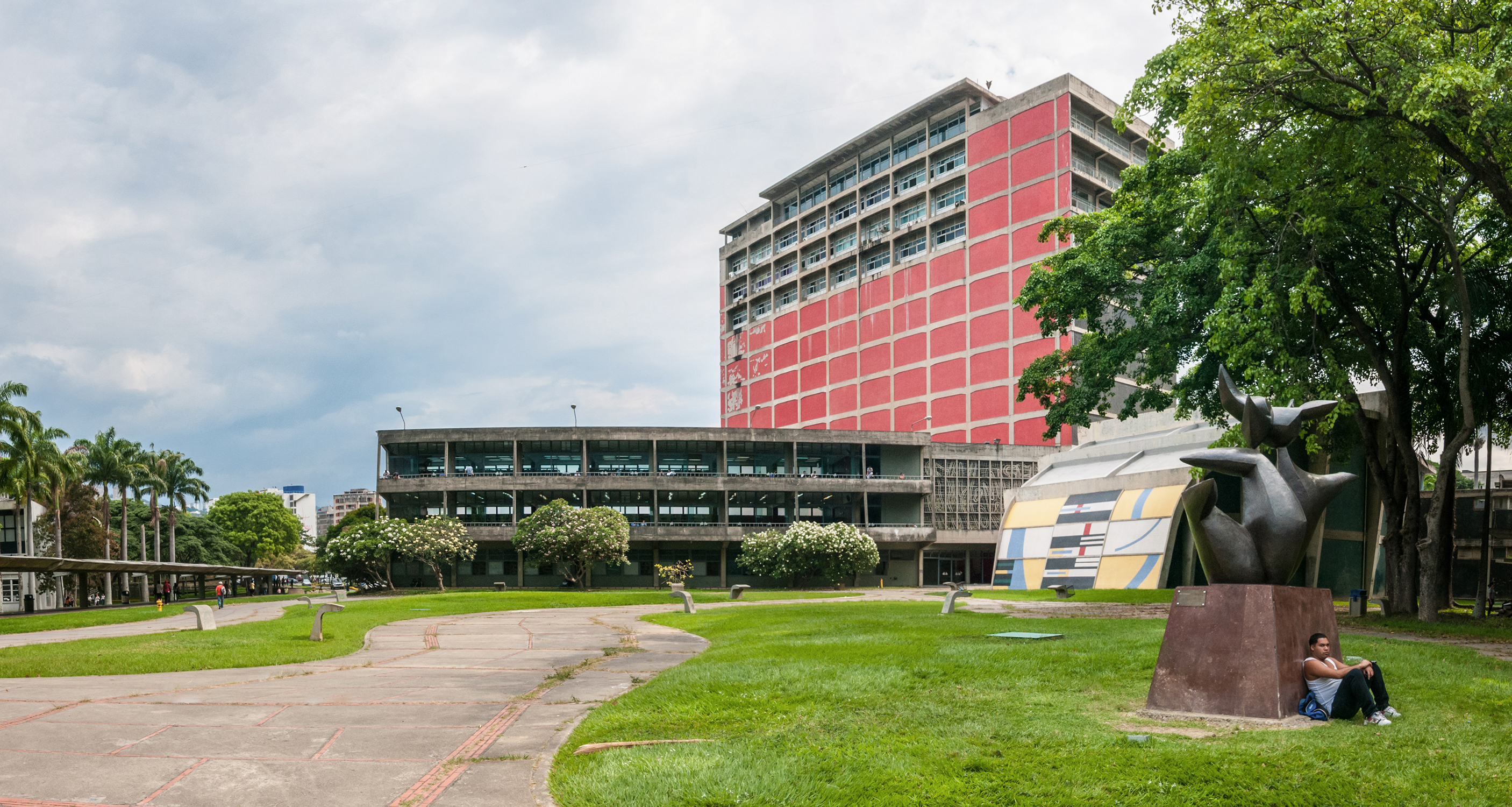
Vista de la biblioteca principal (centro) y el Aula Magna (derecha), siendo esta una de las varias edificaciones dentro del complejo universitario (UCV) diseñado por Villanueva.

## Antecedentes
En la historia de la arquitectura en Venezuela posee antecedentes de organización gremial desde el siglo XIX con la creación del Colegio de Ingenieros de Venezuela en 1861, donde el país atravesaba un conflicto armado entre caudillos venezolanos, acontecimiento conocido en la historia de ese país como Guerra Federal. Dicho colegio fue concebido como órgano de consulta al servicio del Estado venezolano lo cual recibió un impulso con la formación del Ministerio de Obras Públicas en 1874 durante la presidencia del General Antonio Guzmán Blanco, lo que le permitió consolidar sus funciones de asesor de las obras ejecutadas por el Gobierno venezolano a través de ese Ministerio.   esto durante la presidencia de Ignacio Andrade.
Esta última Sociedad es un precedente de la posterior Sociedad Venezolana de Arquitectos existente a partir de la década de 1940.

## Historia
Los orígenes de lo que hoy se conoce como Colegio de Arquitectos de Venezuela se remontan al año de 1940, donde algunos profesionales de la arquitectura para ese entonces procedieron a organizar algunas reúniones en  Caracas ciudad denominada popularmente como la Ciudad de los techos rojos (en relación con las edificaciones construidas en el siglo XIX e inicios del XX cuyos techos eran cubiertos con tejas de color rojo).
Entre los concurrentes a las reúniones se encontraban cuatro hombres jóvenes, profesionales de la arquitectura, sus nombres: Carlos Raúl Villanueva, Rafael Bergamín, Heriberto González Méndez y Roberto Henríquez, estas personalidades solían reunirse de manera informal, cuya relación era de amistad y todo ello se realizaba con el fin de trasmitir ideas sobre las reglas que debian regir dicha profesión en Venezuela.

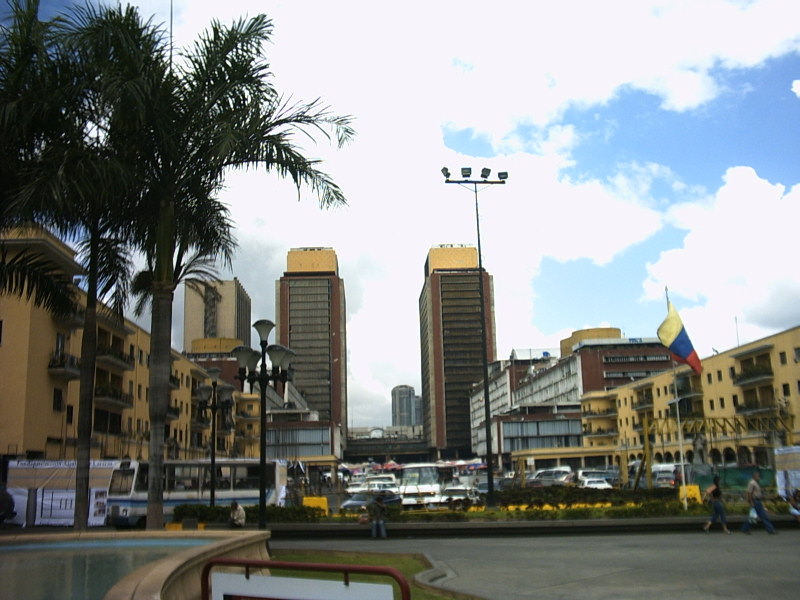
Centro de Caracas. Se aprecia en los laterales de la fotografía la Reurbanización El Silencio diseñado por Carlos Raúl Villanueva durante el gobierno de Isaías Medina Angarita y al fondo las Torres Gemelas de nombre homónimo, diseñado por Cipriano Domínguez durante el gobierno de Marcos Pérez Jiménez.

Fue en estas reuniones que se generó la idea de fundar una asociación, con el objeto de aglutinar a los arquitectos, por lo que estos cuatro jóvenes decidieron convocar a varios para llevar a cabo la reunión con características formales, dicho encuentro se concreta el 4 de julio de 1945 donde se formaliza el proyecto de constituir una asociación formal denominada como: Sociedad Venezolana de Arquitectos. Los arquitectos fundadores fueron: Rafael Bergamín, Luis Eduardo Chataing, Cipriano Domínguez, Enrique García Maldonado, Heriberto González Méndez, Roberto Henríquez y Carlos Raúl Villanueva. El acto de instalación de la nueva entidad tuvo lugar en la sede del Colegio de Ingenieros de Venezuela.
La constitución de esta nueva entidad se convirtió en un caso muy ilustrativo de actuación gremial en Venezuela.

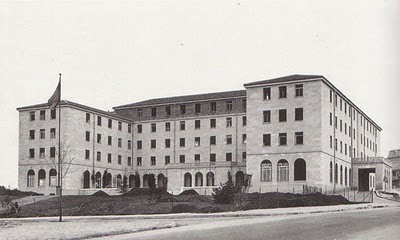
Residencia Fundación el Amo, ubicado en España, es una edificación diseñada por Rafael Bergamín (colaboración junto a Luis Blanco Soler).

Posteriormente, el 15 de abril de 1946 se procede a la consolidación de las ideas exhibidas en los encuentros antes realizados y se coloca en marcha los trámites para constituir de forma legal la nueva entidad gremial. El documento fundacional quedó debidamente registrado ante la Oficina de Registro Público, por lo que la entidad gremial adquiere la condición de persona jurídica. De esta manera se inician actividades por parte de los arquitectos promotores. Para esa misma fecha se procedió al nombramiento de la primera junta directiva (1946 - 1947), mediante el cual fue constituida de la siguiente manera: 
- Presidente: Carlos Raúl Villanueva
- Vicepresidente: Luis Eduardo Chataing
- Secretario: Heriberto González Méndez

Durante gran parte de su trayectoria aportaron servicios de asesoría a diversas autoridades de la federación venezolana (gobiernos municipales, estadales y nacional). También fueron partícipes en la creación de la Escuela de Arquitectura de la Universidad Central de Venezuela, promovieron la primera participación y primera sede en Caracas del Congreso Panamericano de Arquitectura, procedieron a realizar la publicación de la revista de la SVA (hoy Revista CAV) y finalmente realizaron el proceso de creación y consolidación de la Dirección Nacional de Planificación.

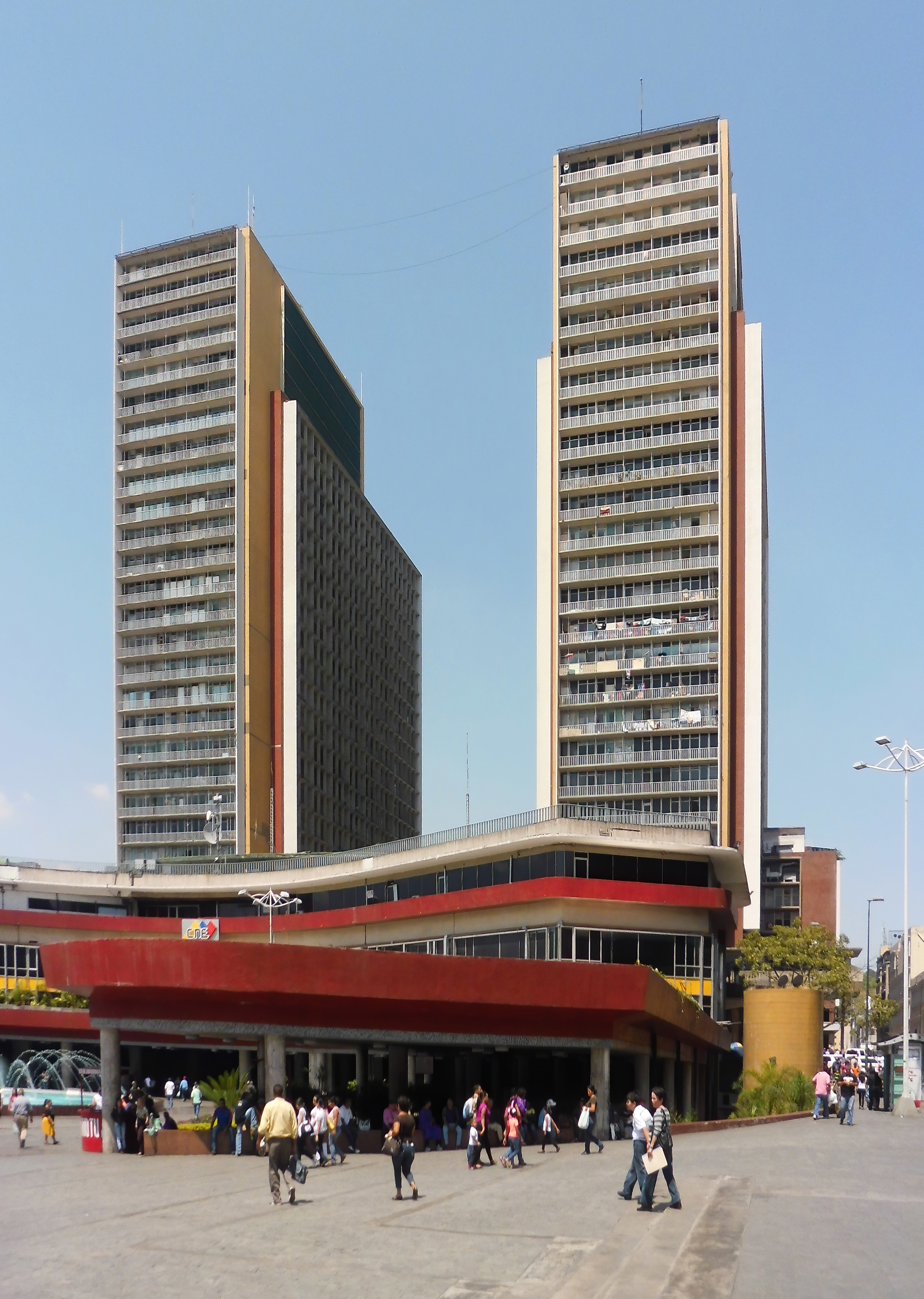
Torres del Centro Simón Bolívar en Caracas, diseñado por Cipriano Domínguez.

## Premio Nacional de Arquitectura
Es un premio que se les entrega a los arquitectos venezolanos por su trayectoria profesional que desde 1963 hasta 1991 fue otorgado por el Colegio de Arquitectos de Venezuela. Actualmente es entregado por el Consejo Nacional de Cultura.
El Colegio de Arquitectos de Venezuela es el encargado de organizar las bienales nacionales de arquitectura, en donde se premian obras relevantes realizadas por arquitectos venezolanos en diversas categorías. Así mismo se confiere el premio Gran Bienal a la obra más destacada.

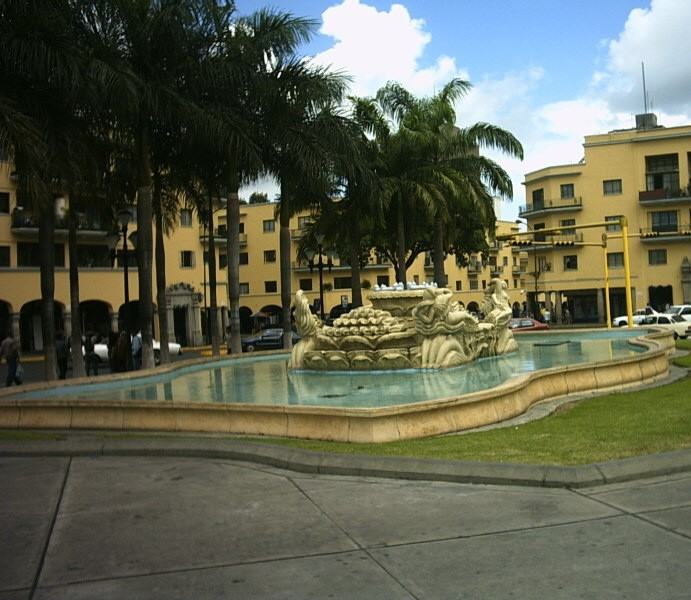
Vista de la Plaza O'Leary, al fondo edificios de El Silencio, el diseño estuvo a cargo de Villanueva.

## Directorios Regionales
El Colegio de Arquitectos de Venezuela posee representación en cuatro de los veintitrés estados que integran la federación venezolana.
- Estado Aragua: Luis Gómez, miembro de la Junta Directiva Regional.[5]

- Estado Carabobo: Gustavo Marvez, Presidente de la Junta Directiva Regional.[6]

- Estado Mérida: Aleixandre Villarroel, Presidente, de la Junta Directiva Encargada Regional.[7]

- Estado Zulia: Cecilia Cardozo, Presidente de la Junta Directiva Regional.[8]

- Estado Táchira: Ana Cecilia Vega Padilla, Presidente de la Junta Directiva Regional.</ref>

- Estado Falcón: Seccional Paraguaná; Nelson Fersusson, Presidente de la Junta Directiva Seccional Paraguaná.</ref>

## Día del Arquitecto
El Día del Arquitecto en Venezuela es celebrado los 4 de julio de cada año, con motivo de los acontecimientos ocurridos en dicha fecha pero en el año de 1945 donde profesionales de la arquitectura venezolana establecen la Sociedad Venezolana de Arquitectos.